# Хлебное (Джанкойский район)
Хле́бное (до 1948 года Сыртки́-Аджи́-Ахма́т; укр. Хлібне , крымскотат. Sırtqı Acı Ahmat, Сырткъы Аджы Ахмат) — село в Джанкойском районе Республики Крым, входит в состав Табачненского сельского поселения (согласно административно-территориальному делению Украины — Табачненского сельского совета Автономной Республики Крым).

## Население
| 2001 | 2014 |
| ---- | ---- |
| 94   | ↘66  |

Всеукраинская перепись 2001 года показала следующее распределение по носителям языка
| Язык             | Процент |
| ---------------- | ------- |
| русский          | 64.89   |
| крымскотатарский | 31.91   |
| украинский       | 3.19    |

### Динамика численности
| - 1805 год — 61 чел. - 1864 год — 5 чел. - 1900 год — 50 чел. - 1905 год — 55 чел. - 1915 год — 40/24 чел. - 1926 год — 123 чел. | - 1939 год — 319 чел. - 1989 год — 80 чел. - 2001 год — 94 чел. - 2009 год — 72 чел. - 2014 год — 66 чел. |

## Современное состояние
На 2017 год в Хлебном числится 1 улица — Зелёная; на 2009 год, по данным сельсовета, село занимало площадь 19,2 гектара на которой, в 32 дворах, проживало 72 человека.

## География
Хлебное — маленькое село в восточной части района, в степном Крыму, на левом берегу впадающей в Сиваш безымянной речки (сейчас — коллектор Северо-Крымского канала), высота центра села над уровнем моря — 9 м. Соседние сёла: Светлое в 3,5 км на восток, Табачное в 2,8 км на юг и Октябрь в 3,5 км на юго-запад. Расстояние до райцентра — около 31 километра (по шоссе), ближайшая железнодорожная станция — Азовская (на линии Джанкой — Феодосия) — примерно в 9 километрах. Транспортное сообщение осуществляется по региональной автодороге 35Н-165 Хлебное — Табачное (по украинской классификации — С-0-10441).

## История
Первое документальное упоминание села встречается в Камеральном Описании Крыма… 1784 года, судя по которому, в последний период Крымского ханства Гаджи Аймат входил в Насывский кадылык Карасубазарского каймаканства. После присоединения Крыма к России (8) 19 апреля 1783 года, (8) 19 февраля 1784 года, именным указом Екатерины II сенату, на территории бывшего Крымского Ханства была образована Таврическая область и деревня была приписана к Перекопскому уезду. После Павловских реформ, с 1796 по 1802 год, входила в Перекопский уезд Новороссийской губернии. По новому административному делению, после создания 8 (20) октября 1802 года Таврической губернии, Сирт-Аджи-Ахмат был включён в состав Таганашминской волости Перекопского уезда.
По Ведомости о всех селениях в Перекопском уезде состоящих с показанием в которой волости сколько числом дворов и душ… от 21 октября 1805 года, в деревне Сирт-Аджи-Ахмат числилось 11 дворов и 61 житель крымский татарин. На военно-топографической карте генерал-майора Мухина 1817 года деревня Сиртка чакмак обозначена с 11 дворами. После реформы волостного деления 1829 года Сыртки-Аджи-Ахмат, согласно «Ведомости о казённых волостях Таврической губернии 1829 года» отнесли к Башкирицкой волости. На карте 1836 года в деревне 12 дворов. Затем, видимо, вследствие эмиграции крымских татар деревня заметно опустела и на карте 1842 года Сыртке-Аджи-Акмат обозначена условным знаком «малая деревня», то есть, менее 5 дворов.
В 1860-х годах, после земской реформы Александра II, деревню включили в состав Владиславской волости. В «Списке населённых мест Таврической губернии по сведениям 1864 года», составленном по результатам VIII ревизии 1864 года, Сыртке-Аджи-Ахмат — владельческая деревня, с 1 двором, 5 жителями и мечетью при колодцах. По обследованиям профессора А. Н. Козловского начала 1860-х годов, в селении вода в колодцах глубиной 3—5 саженей (6—10 м) была частью пресная, а чаще солёная. Согласно «Памятной книжке Таврической губернии за 1867 год», деревня Сиртки Аджи Ахмат была покинута жителями в 1860—1864 годах, в результате эмиграции крымских татар, особенно массовой после Крымской войны 1853—1856 годов, в Турцию и оставалась в развалинах, но на трехверстовой карте 1865—1876 года в деревне Сыртке-Аджи-Ахмат отмечены 6 дворов. Видимо, затем деревня вновь опустела, и была заселена немецкими и русскими поселенцами в 1890-х годах, поскольку вновь упоминается только в «…Памятной книжке Таврической губернии на 1900 год» , согласно которой в посёлке Сыртки-Ахмат, приписанному к Ак-Шеихской волости без образования сельского общества, числилось 50 жителей в 6 домохозяйствах. По Статистическому справочнику Таврической губернии. Ч.II-я. Статистический очерк, выпуск пятый Перекопский уезд, 1915 год, в Ак-Шеихской волости Перекопского уезда числились 2 хутора Сертке-Аджи-Ахмат — с немецком и татарвким населением. На немецком хуторе числилось 4 двора (все дворы с землёй) с населением в количестве 21 человек приписных и 24 «посторонних», из которых 29 мужчин и 26 женщин. Жители владели 585 десятинами удобной земли. В хозяйствах имелось 52 лошадей, — волов, 6 коров и 22 голов мелкого скота. На татарском — 7 дворов, 19 приписных жителей, из которых 12 мужчин и 7 женщин, 74 десятины удобной земли, 18 лошадей, 3 вола, 5 коров и 15 голов мелкого скота.
После установления в Крыму Советской власти, по постановлению Крымревкома от 8 января 1921 года № 206 «Об изменении административных границ» была упразднена волостная система и в составе Джанкойского уезда был создан Джанкойский район. В 1922 году уезды преобразовали в округа. 11 октября 1923 года, согласно постановлению ВЦИК, в административное деление Крымской АССР были внесены изменения, в результате которых округа были ликвидированы, основной административной единицей стал Джанкойский район и село включили в его состав. Согласно Списку населённых пунктов Крымской АССР по Всесоюзной переписи 17 декабря 1926 года, в селе Сертке-Аджи-Ахмат, Ак-Шеихского сельсовета Джанкойского района, числилось 25 дворов, из них 22 крестьянских, население составляло 123 человека. В национальном отношении учтено: 68 русских, 46 немцев, 7 украинцев, 1 белорус, 1 армянин. После образования в 1935 году Колайского района (переименованного указом ВС РСФСР № 621/6 от 14 декабря 1944 года в Азовский) село включили в его состав. По данным всесоюзной переписи населения 1939 года в селе проживало 319 человек. Вскоре после начала Великой Отечественной войны, 18 августа 1941 года крымские немцы были выселены, сначала в Ставропольский край, а затем в Сибирь и северный Казахстан.
После освобождения Крыма от фашистов в апреле, 12 августа 1944 года было принято постановление № ГОКО-6372с «О переселении колхозников в районы Крыма» и в сентябре 1944 года в Азовский район Крыма приехали первые новоселы (162 семьи) из Житомирской области, а в начале 1950-х годов последовала вторая волна переселенцев из различных областей Украины. С 25 июня 1946 года Аджи Ахмат в составе Крымской области РСФСР. Указом Президиума Верховного Совета РСФСР от 18 мая 1948 года, Аджи Ахмат переименовали в Хлебное. 26 апреля 1954 года Крымская область была передана из состава РСФСР в состав УССР. На 15 июня 1960 года село ещё в составе Новосельцевского сельсовета.
Указом Президиума Верховного Совета УССР «Об укрупнении сельских районов Крымской области», от 30 декабря 1962 года Азовский район был упразднён и село присоединили к Джанкойскому. Видимо, в тот же период село переподчинили Майскому сельсовету: на 1968 год оно уже в его составе. 8 февраля 1988 года был образован Табачненский сельсовет, куда включили Хлебное. По данным переписи 1989 года в селе проживало 80 человек. С 12 февраля 1991 года село в восстановленной Крымской АССР, 26 февраля 1992 года переименованной в Автономную Республику Крым. С 21 марта 2014 года в составе Крыма аннексировано Россией.